# Kis-Fátra
A Kis-Fátra (szlovákul:  Malá Fatra) az Északnyugati-Kárpátok hegyvonulata Közép-Szlovákia északnyugati részén, túlnyomórészt a Zsolnai kerületben, kis részben a Trencséni kerületben. Legmagasabb csúcsa az 1708,7 méter magas Nagy-Kriván (Veľký Kriváň).

## Fekvése
A hegység a Vág folyó két oldalán helyezkedik el, Szlovákia középső-északnyugati részén. Turisztikai szempontból keleten a Turóci-medence határolja, nyugaton a Zsolnai-medencével szomszédos, délen pedig a Vág folyó választja el a Nagy-Fátrától.
A Kis-Fátra központi vonulata északkeleti-délnyugati irányban helyezkedik el, és szabálytalan elliptikus alakot képez. Kiterjedése hosszúságban 72 kilométer, szélessége átlagosan 16 kilométer. Magassági viszonyait tekintve a Kis-Fátra középhegységi, illetve magashegységi jelleggel rendelkezik. Felszínének legnagyobb része a legutóbbi jégkorszak idején alakult ki, amikor a hegység felső 200 méteres területét örök hó borította.
A Vág folyó Sztrecsnói-szorosa két részre osztja a hegyvonulatot, a dél-délnyugati régió neve Lucsányi-Fátra (Lucskai-Fátra, Lúčanská Fatra) vagy Rajeci-havasok, észak-északkeleten pedig a Kriváni-Fátra található. A központi főgerincből, amely nagyrészt a hegység középső részén húzódik végig, több hosszabb mellékgerinc ágazik ki, melyek meredeken végződnek a hegyvonulat peremén.
A főgerinc magasabban fekvő része a Kriváni-Fátrában helyezkedik el, ahol a magasabb hegycsúcsok magassága az 1600 métert is elérheti, míg a Lucsányi-Fátra csúcsai nem sokkal haladják meg az 1200 métert. A Lucsányi-Fátra legmagasabb pontja az 1476 méter magas Veľká Luká, míg a Kriváni-Fátra legmagasabb csúcsa az 1709 méteres Nagy-Kriváň.

## Földtana
Főgerince gránitos-metamorf kőzetekből áll, 1500–1700 méter magas, éles gerincű gyephavas. A hegység nyugati felét karsztosodó kőzetek borítják, és a főgerinccel párhuzamos kisebb vonulatot alkotnak, amelyet a Vág felé rohanó patakok meredek, sziklás kapukkal törnek át, mint a Vrátna-völgy. A dolomit nagyobb tömegben a természeti szépségekben gazdag szomszédos hegység, a Kócs-havas (1611 méter) felépítésében vett részt.
A hegység többszörös gyűrődést szenvedett az idők folyamán. A kristályos vonulatok magját nagyrészt a paleozoikumból származó gránit, granodiorit, kvarcdiorit és csillámpala alkotja. E kőzetekre egyes helyeken mészkő- és dolomitüledék települt a mezozoikum során. Ez a jelenség leginkább bizonyos völgyekben figyelhető meg, ugyanis a kiemelkedő hegygerincekről az erózió már lepusztította őket.
A mészkőkarsztos területekre többek közt barlangok, karsztforrások, zsombolyok, víznyelők és szurdokok jellemzőek, míg a dolomitkarsztból felépülő térségekben szokatlan formájú sziklák találhatóak, továbbá előfordulnak kanyonszerű szurdokok, vízesések és más eróziós képződmények.

## Vízrajza
A hegyvonulat legnagyobb része a Vág vízgyűjtő területéhez tartozik, csak egy kisebb, délnyugaton fekvő terület vizei jutnak a Nyitra folyóba. A Kis-Fátra patakjai nagy eséssel rendelkező, jellegzetesen mélyre vágódott patakok. A hegység számos részén találhatók kisebb-nagyobb vízesések, melyek közül a legnagyobb a 38 méter magas Suttói-vízesés. A területen gyakoriak a gyors folyású, zúgós szakaszok.
Az igen kedvező csapadékviszonyoknak és a geológiai-geomorfológiai adottságoknak köszönhetően bővizűek a hegyvonulat vízfolyásai. A vízmennyiség legnagyobb része csapadékból, a karsztos területeken pedig karsztforrásokból tevődik össze. A legnagyobb mértékű vízhozam áprilisban jelentkezik a magasabb területeket borító hótakaró olvadásának következtében.

## Éghajlata

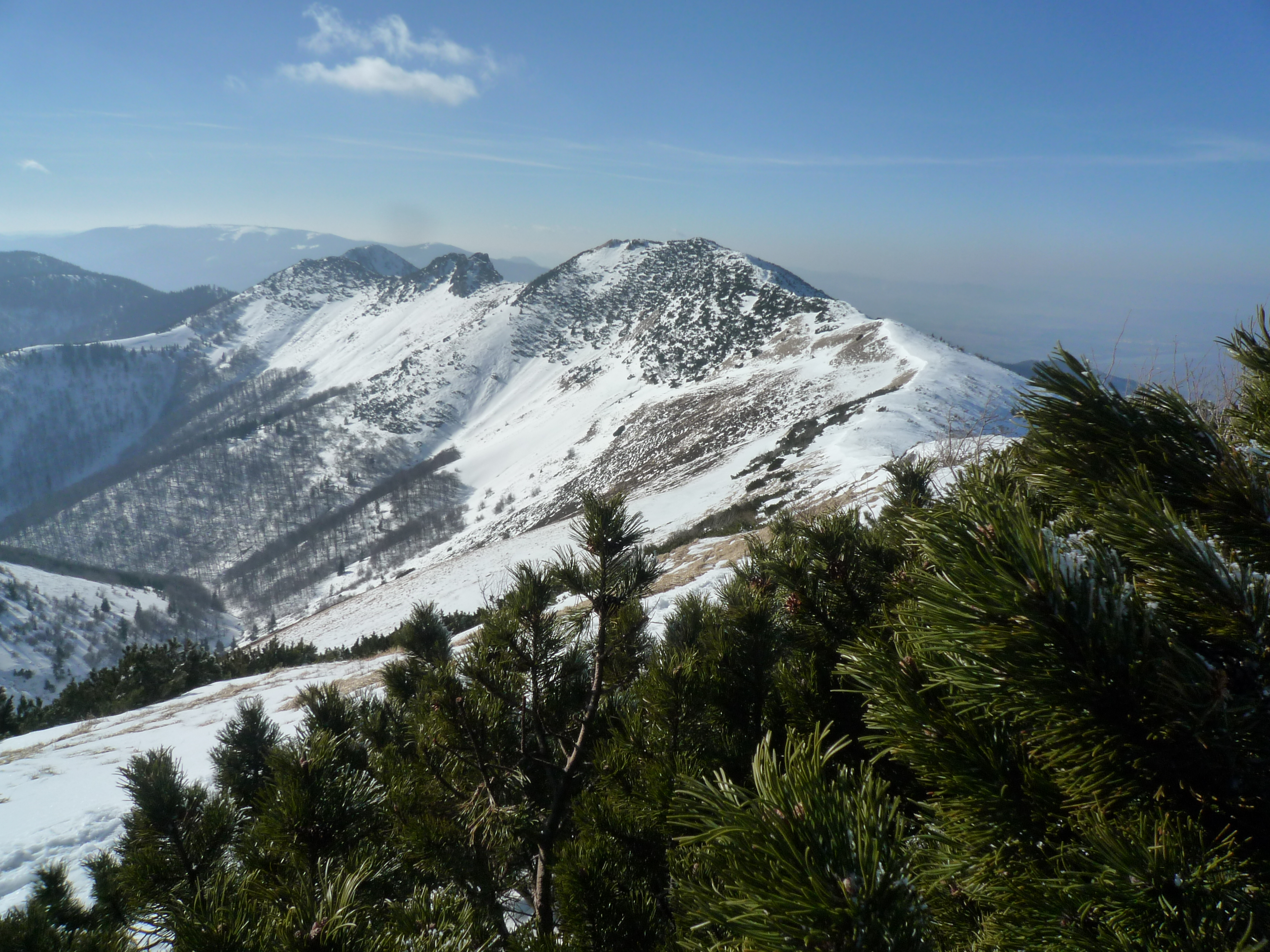
A Stratenec csúcsa télen

A hegyvonulat kisebb magasságban fekvő részeire a mérsékelten meleg, csapadékban gazdag nyár, valamint a hűvös, illetve hideg tél jellemző. A hegység nagyobb részét 800 méter feletti középhegységi és magashegységi tartomány képezi, amely a hideg mérsékelt éghajlati övezethez tartozik. Az éghajlati körülmények nagymértékben változhatnak a tengerszint feletti magasság függvényében.
A hőmérséklet értéke 100 méterenként átlagosan 0,6 Celsius-fokkal csökken. A területen az év legmelegebb hónapja a július, a leghidegebb pedig a január. A fagyos napok száma évente 160–180 körül mozog. A havas napok száma a főgerincen átlagosan 175, ez az érték a Vrátna-völgyben mindössze 95. A februárban kezdődő hőmérséklet-növekedést március közepén és május közepén egy-egy hideg időszak szakítja meg.
A csapadék jelentős része hó formájában érkezik a földre, az 1300 méternél magasabban fekvő részeken az év bármelyik napján előfordulhat hóesés. Összefüggő hótakaró átlagosan 80-130 napon keresztül van jelen, amely a mélyebben fekvő területeken januárban, míg a magasabb részeken februárban, illetve márciusban éri el a legnagyobb vastagságot. A hótakaró a tengerszint feletti magasságtól függően mintegy 30–50–80 centiméteres.

## Élővilága
A Kis-Fátra faunája igen változatos, számos ritka és védett endemikus állatfaj található meg a hegység területén. A Nyugati-Kárpátok sok állatfajának ez a legszélső előfordulási helye. A hegyvonulat gerinces állatvilágában majdnem minden nyugat-kárpátoki jellegzetes faj megtalálható a mormota és a zerge kivételével. A kiterjedt területű erdős területek kedvező életfeltételekkel szolgálnak a más helyekről már kipusztult állatoknak, így a barna medvének vagy a hiúznak. A védett területen mindössze 20 barnamedve-példány található, hiúzból is csak 10-et figyeltek meg.
A közismert nagy testű emlősökön és madarakon kívül több, zoológiai szempontból is jelentős faj jellemzi a Kis-Fátra faunáját. Ritka a területen a vadmacska és a hegyi patakokat kedvelő európai vidra is. Többször figyeltek meg farkasokat, de ezek leginkább a környező területekről törtek be. A madarak közül már ritkán látható a korábban a területen fészkelő szirti sas, a békászó sas és a vándorsólyom. A bagolyféléket három faj képviseli a területen: az uhu, az erdei fülesbagoly és a macskabagoly.

## Védettsége
A Kis-Fátra északi, a Vág jobb oldalára eső részét (Kriváni-Fátra) 1967-ben tájvédelmi körzetté nyilvánították, az országban másodikként (a Szlovák Paradicsom után), majd ezt 1988. április 1-jén nemzeti parkká alakították. A park területe 226,30 km², amit 232,62 km²-nyi védőövezet vesz körül. A védőövezethez egy-egy kis terület tartozik nyugaton a Vágon túl, illetve keleten az Árván túl.
A védett endemikus növény- és állatfajok, valamint élőhelyeik védelme céljából a nemzeti parkon belül 24 rezervátumot, illetve védett objektumot alakítottak ki, amelyek általában nem, vagy csak korlátozott körülmények között látogathatók. A természet élettelen részének védelme leginkább az egyes korszakokban kialakult geológiai képződményekre irányul.